# Battista Lomellini
Battista Lomellini (Génova, 1460 – Génova, 1540) foi o 48.º Doge da República de Génova.

## Biografia
As grandes habilidades de Lomellini levaram a que fosse nomeado Doge no 4 de janeiro de 1533, o terceiro na sucessão bienal e o quadragésimo oitavo na história republicana. Foi durante o seu mandato que ainda recebeu, com grande solenidade, Carlos V numa reunião em Rivarolo com todo o Senado. No seu mandato de dois anos ele restabeleceu relações comerciais com o Reino da França e, quando o mandato terminou, a 4 de janeiro de 1535, recebeu a sua última designação como embaixador e porta-voz da República para o encontro de 1537 com o Papa Paulo III em Savona.
Lomellini foi casado duas vezes, a sua primeira esposa foi Caterina di Carlotto Lomellini, enquanto no segundo casamento ele casou-se com Luisina di Lodisio Doria, e teve vários filhos, incluindo Gioffredo, Oberto e Battista.